# Große Wildganspagode

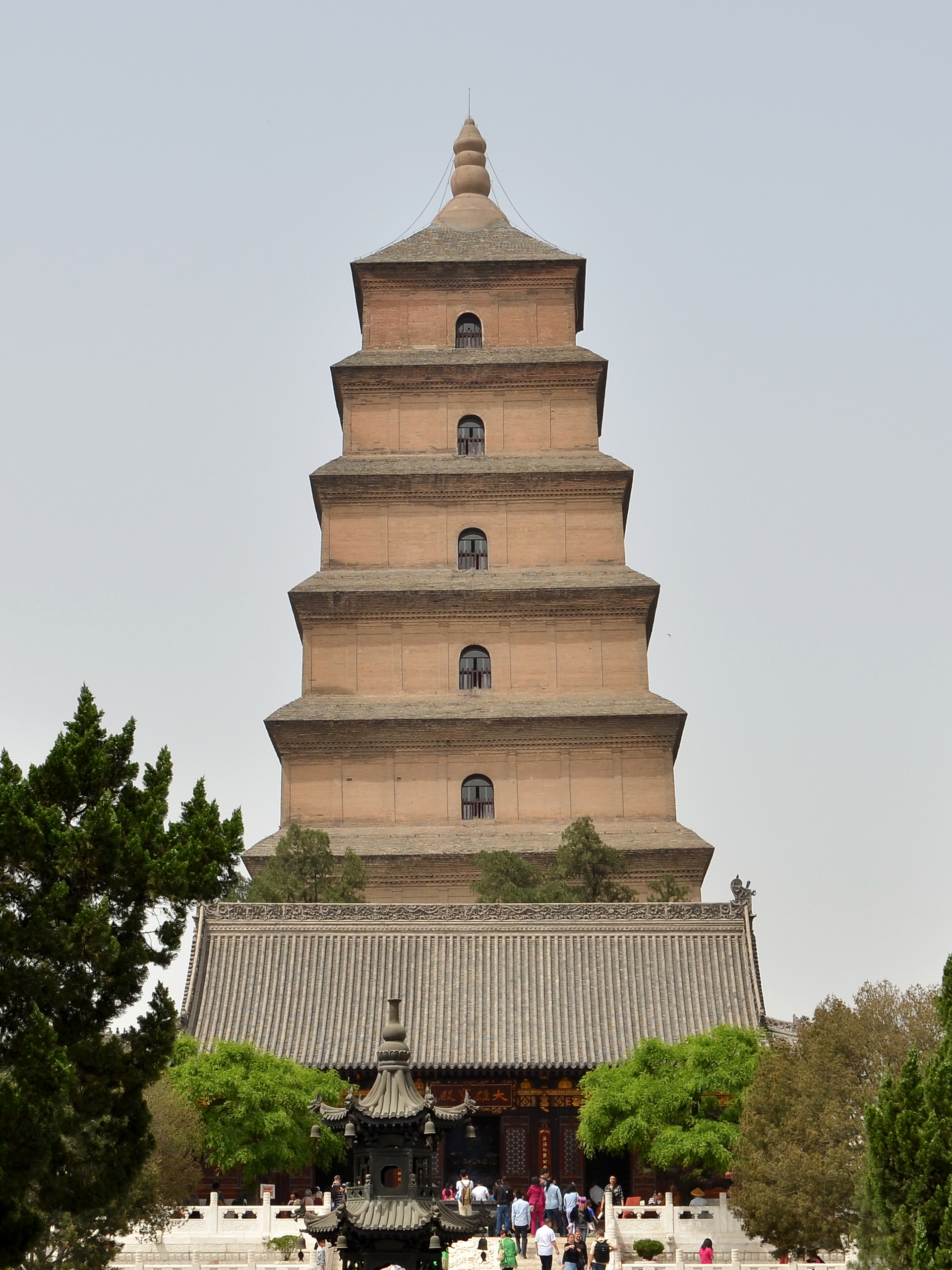
Große Wildganspagode

Die Große Wildganspagode (chinesisch 大雁塔, Pinyin Dàyàn Tǎ) ist eine 64 m hohe Pagode in der chinesischen Stadt Xi’an. Sie entstand im Jahr 652, im Hof des Klosters der Großen Wohltätigkeit, das Kaiser Gaozong zum Gedenken an seine verstorbene Mutter errichten ließ.
Die Große Wildganspagode steht auf der Liste der Denkmäler der Volksrepublik China und ist seit 2014 Bestandteil der UNESCO-Welterbestätte mit dem Titel Seidenstraßen: das Straßennetzwerk des Chang'an-Tianshan-Korridors.

## Geschichte
Die Tempelanlage, die einst aus mehr als zehn Höfen bestand, wurde im Jahr 648 fertiggestellt. Wenig später übersiedelte der Mönch Xuanzang in ein extra hier eingerichtetes „Amt für die Übersetzung buddhistischer Schriften“ und widmete sich ab dem Jahr 650 der Übersetzung und dem Kommentieren der buddhistischen Texte:

„Wenn er auf eine Schwierigkeit stieß, legte er die Schrift zur Seite, dann, nachdem er zu Buddha gebetet und seine religiösen Pflichten bis zur dritten Nachtwache erfüllt hatte, erhob er sich (zur fünften Nachtwache wieder von seinem Lager), las den indischen Text mit lauter Stimme und strich mit roter Tusche nacheinander Stellen an, die er bei Sonnenaufgang zu übersetzen beabsichtigte. In der Morgendämmerung eines jeden Tages nahm er eine kärgliche Mahlzeit zu sich und erklärte vier Stunden lang ein neues heiliges Buch. Seine Schüler, die zu ihm kamen, um ihn um seinen Rat und seine Unterweisung zu bitten, füllten die Galerien und angrenzenden Hallen.“

## Galerie

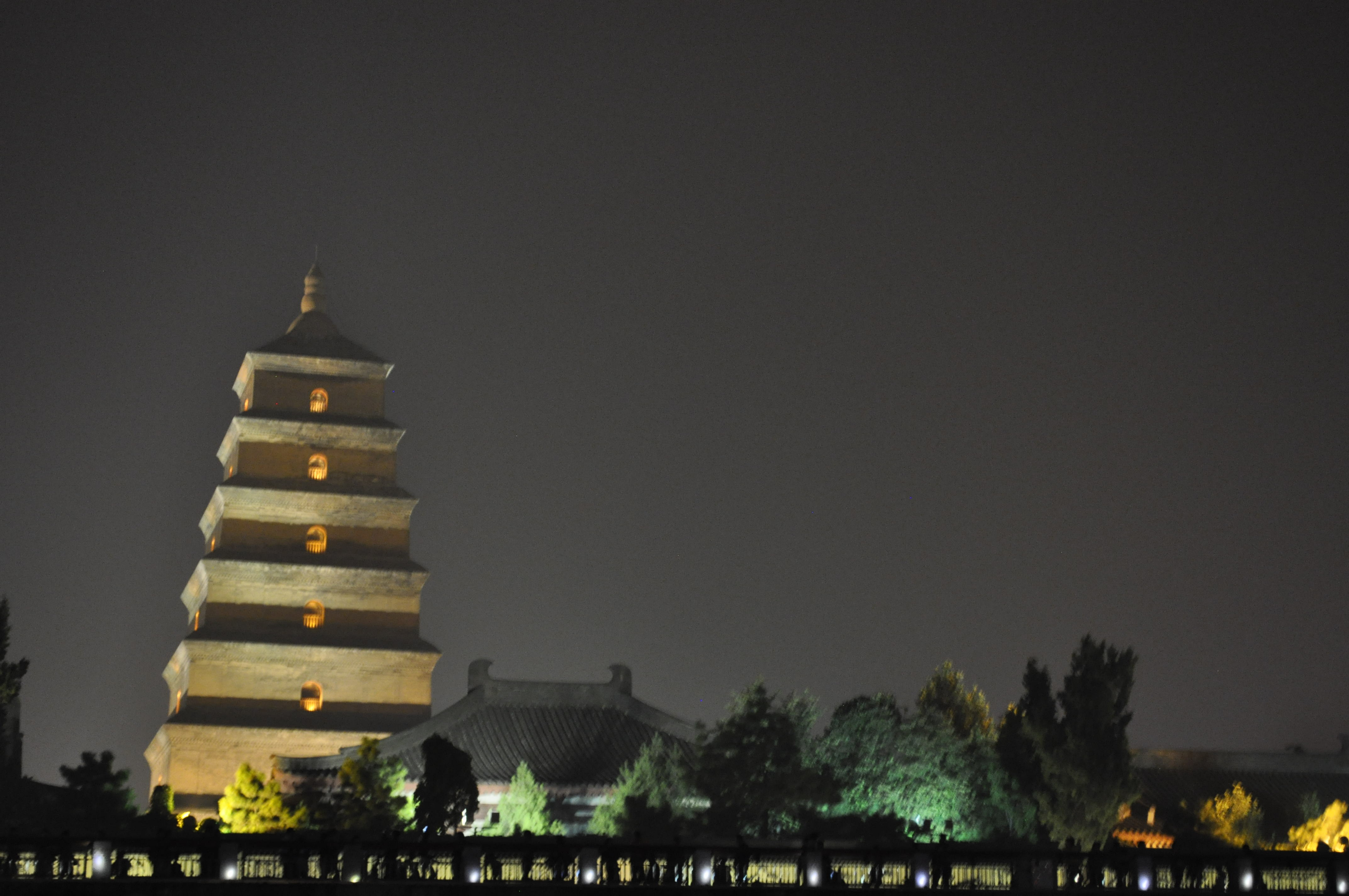
Große Wildganspagode nachts
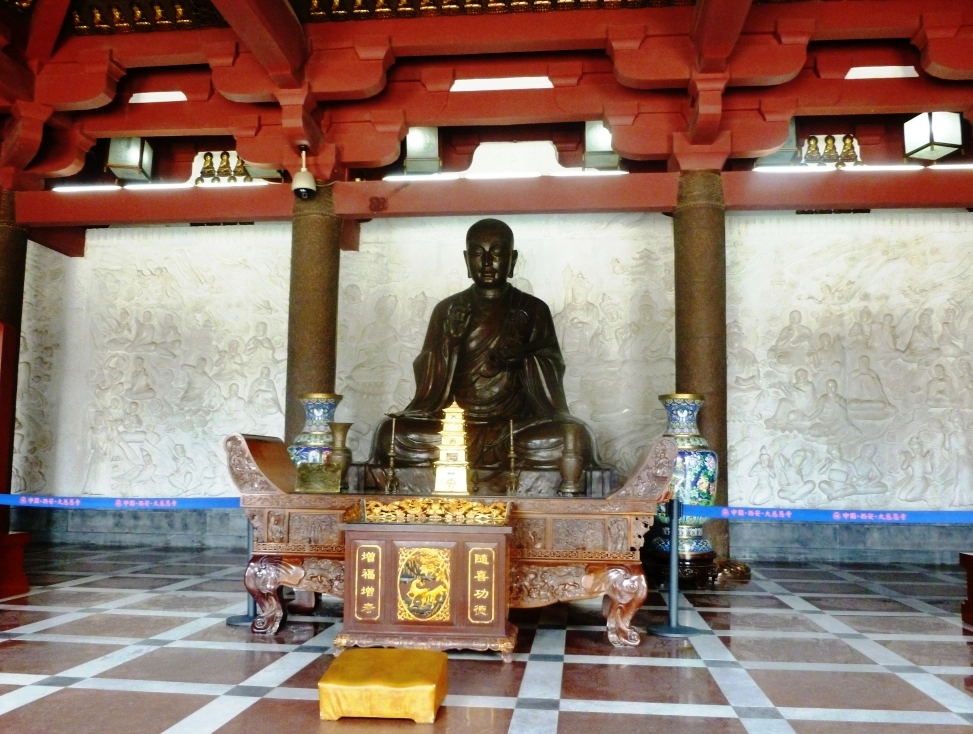
Statue von Xuanzang an der Großen Wildganspagode
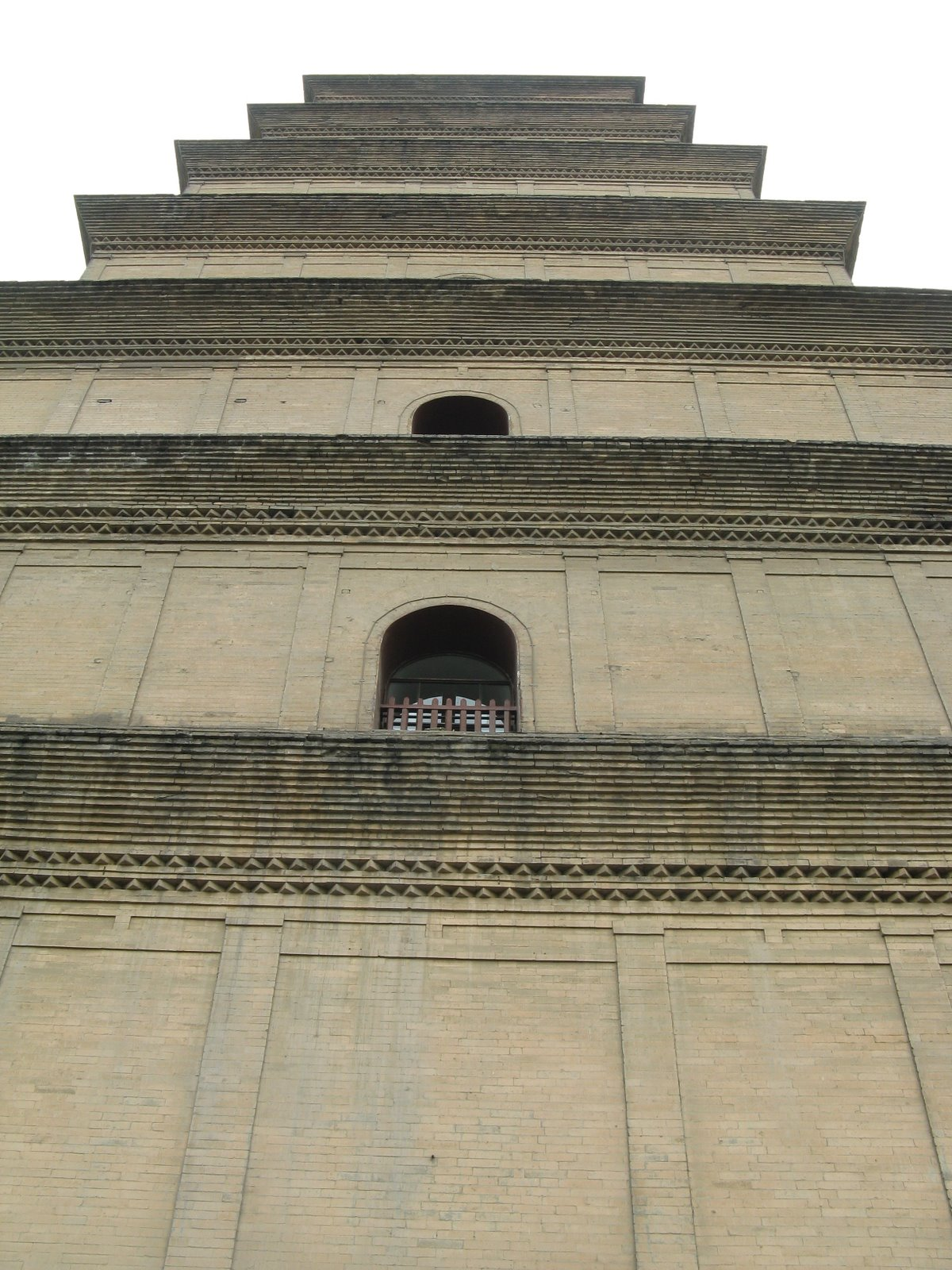
Nahaufnahme der Traufe und Außenziegelsteine
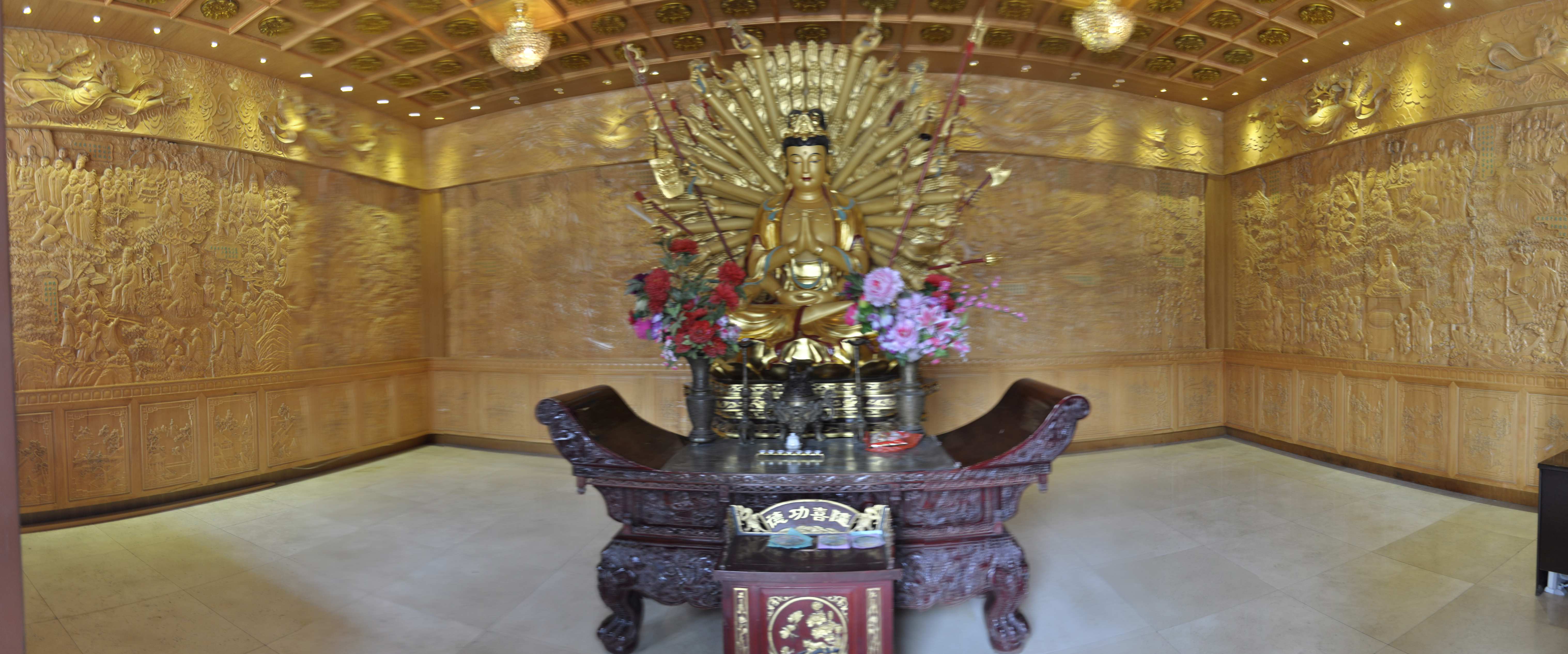
Avalokiteshvara-Halle
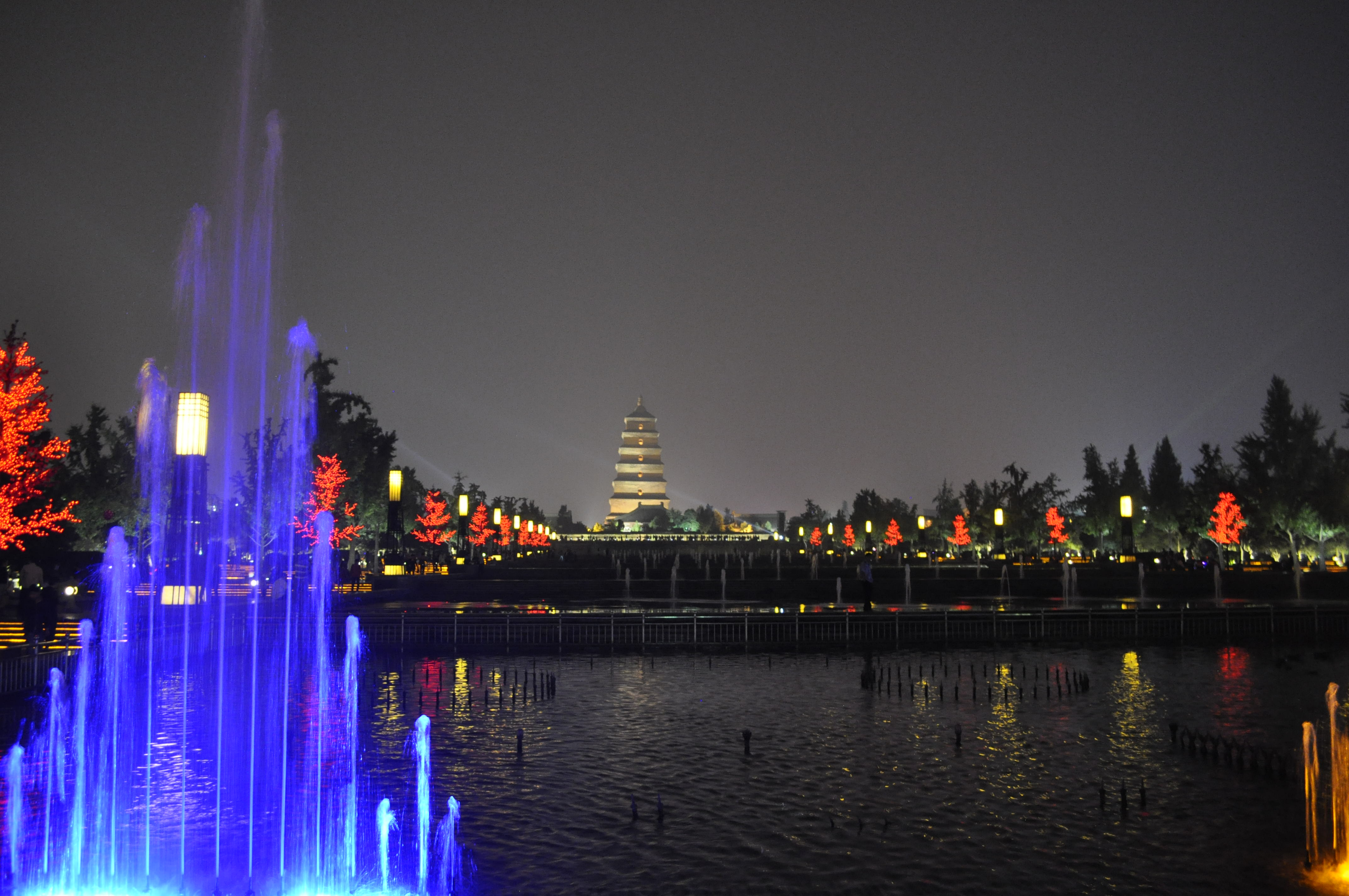
Blick vom Park
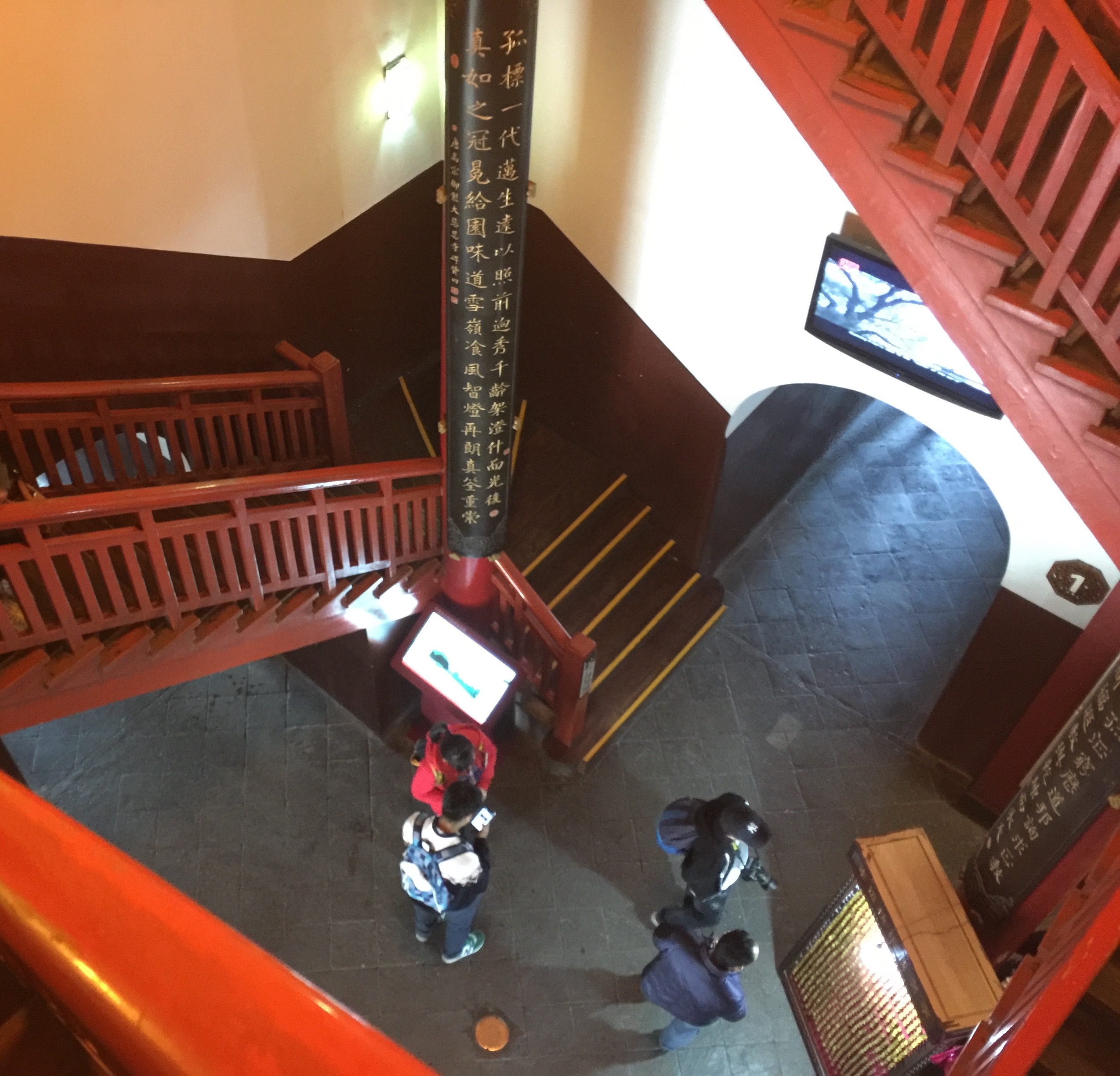
Innenraum der Großen Wildganspagode